# Soul Men
Soul Men è un film del 2008, diretto da Malcolm D. Lee ed interpretato da Samuel L. Jackson, Bernie Mac e Isaac Hayes. Il film è dedicato a Isaac e Bernie, entrambi morti per triste coincidenza tre mesi prima dell'uscita del film.

## Trama
Il film inizia con il breve riassunto della vita del gruppo di musica soul Marcus Hooks & The Real Deal dagli esordi, cantando per pochi spiccioli agli angoli delle strade di Memphis, al grande successo del 1972 quando vendevano milioni di dischi, fino al 1977 anno in cui Hooks decide di debuttare da solista; da allora egli diviene quasi una leggenda mentre gli altri due componenti del gruppo, Floyd Henderson e Louis Hinds, dopo un breve periodo insieme, nel 1979 si separano per intraprendere strade diverse: il primo diviene un imprenditore di successo nel campo degli autolavaggi, mentre il secondo finisce nei guai con la legge.
A questo punto finisce il riassunto e inizia il film, quando Henderson viene accompagnato dal nipote, socio in affari, in una nuova casa in un bellissimo quartiere residenziale per passare i “suoi anni d'oro” e soprattutto lontano dal lavoro. Non riuscendo ad abituarsi alla nuova vita e perseguitato dall'insonnia è sul punto di togliersi la vita mischiando i sonniferi all’alcool, quando apprende dalla TV che il suo ex-collega Hooks è morto durante un concerto. A questo punto Henderson va a trovare Hinds, che nel frattempo si arrangia lavorando alle dipendenze di tipi poco raccomandabili, per convincerlo a partecipare ad un concerto-tributo in onore dello scomparso, organizzato dal figlio del loro ex-agente. La cosa infine riesce, ma dopo molti compromessi e soprattutto con la promessa di una discreta somma di denaro se Hinds accompagnerà Henderson al concerto. Intanto il manager Epstein incarica un apprendista della casa discografica, che si rivelerà essere un grande fan del gruppo, di assicurarsi che i due arrivino concretamente al concerto.
Henderson, quindi, di buon mattino, va a prendere Hinds con la sua macchina decappottabile per affrontare il viaggio che li porterà da Los Angeles all’Apollo Theater di New York. Ha anche organizzato, all'insaputa del compagno, qualche performance in dei locali lungo il tragitto, il primo dei quali è a Flagstaff in Arizona. L'esibizione però non ha buon esito, i costumi di scena vecchi che non si adeguano alle nuove “taglie”, qualche acciacco che si fa sentire e il pubblico non molto entusiasta compreso qualche ubriaco, fanno ritornare vecchi rancori e la serata finisce subito. Al mattino, riprendendo il viaggio discutono sul passato e su Odetta la ragazza di Hinds che poi ha finito per sposare Henderson (alla quale hanno fatto seguito altre quattro mogli). La seconda esibizione si tiene ad Amarillo, in Texas, in un locale country dove le cose vanno alla grande: lo spettacolo è un successo e i due riescono a trovare compagnia femminile per la notte; si tratta di due donne che spacciandosi per madre e figlia con uno stratagemma riescono anche a derubare gli artisti dei loro averi.
Adesso sono senza soldi e con pochi litri di benzina nella macchina, dopo aver chiesto aiuto all’assistente della casa discografica, Henderson si dirige verso Tulsa in Oklahoma dove è convinto di poter trovare aiuto. Arrivano a casa di Odetta e, anche se Hinds è contrario, Henderson suona il campanello apprendendo dalla figlia di quest ultima, Cleo, che la loro vecchia fiamma è venuta a mancare poco tempo prima. Qui hanno un incontro-scontro con Lester, il ragazzo ed altri amici di Cleo, che Henderson crede sua figlia, i quali fanno del rap con le basi dei Real Deal e altri affari poco puliti nei pressi dell'abitazione. Durante la notte passata da Cleo, Hinds scopre che la ragazza è un'ottima cantante e ciò lo rende felice. Al mattino dopo aver liquidato Lester, che risulta essere un violento oltre che un malvivente, si dirigono verso Memphis, dove avrà luogo la prossima esibizione, accompagnati anche da Cleo.
Ad aspettarli c’è Philipp, la matricola della casa discografica, che riesce a toglierli dai guai e li fa soggiornare nel migliore hotel della città. Al momento dell'esibizione, la voce femminile che dovrebbe accompagnare il duo nella performance si rivela essere Cluadette una delle ex-mogli di Henderson, la quale litigando con quest’ultimo abbandona il ruolo e se ne va. A questo punto Hinds propone a Cleo di debuttare come cantante e lo spettacolo si dimostra un successone. Dopo la serata si viene a sapere chi è il padre di Cleo non è Henderson, ma Hinds, il quale ha elargito dei soldi durante la vita della ragazza in anonimato; la verità fa arrabbiare Cleo e scatenare una scazzottata tra i due membri dei Real Deal. Intanto arriva a Memphis anche Lester con i suoi compari desideroso di vendicarsi dei due uomini, ma il suo agguato non riesce, anche per via dell'ingessatura al braccio procuratagli da Hinds. Nell'azione arriva anche la polizia che vedendo Lester a terra e Hinds con un revolver in mano rinchiude i Real Deal in prigione.
La polizia crede alla versione di Henderson e lo fa uscire, ma Hinds rimane dentro anche per colpa dei suoi precedenti. Ma non si può fare il concerto senza uno dei due membri per cui Henderson torna a liberare il compagno minacciando con la pistola la guardia carceraria e fuggono verso l'Apollo Theatre. Per non dare nell'occhio cambiano l'auto andando a rubare quella dei compagni di Lester e trovandovi nel bagagliaio il loro futuro manager Philipp. Intanto la produzione dello show, saputo della fuga dalla prigione li estromette e Epstein licenzia Philipp Newman. Stavolta è Hinds che riesce a convincere un Henderson ormai rassegnato a non mollare e arrivare sul palco dell'Apollo costi quel che costi. Così arrivati nel teatro Henderson convince Epstein a farli esibire e qui arriva anche Cleo riappacificandosi con il padre, ma al momento di entrare in scena viene avvistata la polizia in sala che è li per arrestarli e i Real Deal si nascondono nella bara a forma di pianoforte dove riposa Hooks. La bara viene aperta sul palco e colpo di scena i Real Deal sono di nuovo tutti e tre insieme scatenando una grande ovazione del pubblico. Da qui inizia l'esibizione, alla quale partecipa anche Cleo, coinvolgendo tutti i presenti all’Apollo a ballare con la loro canzone poliziotti compresi. Il film finisce con l'arresto dei due che “dopo aver ottenuto una riduzione della pena per buona condotta, tornarono a calcare le scene con una nuova cantante e un nuovo manager”.